# 熊仁根
熊仁根（1961年7月—），东南大学教授，中国科学院院士，中国教育部第六批“长江学者”特聘教授，曾取得国家自然科学二等奖等奖项，担任《中国科学B辑-化学》、《中国化学》、《中国无机化学》编委。

## 生平
1994年取得机械润滑工程工学博士学位，后在波多黎各大学和布兰戴斯大学从事博士后研究。
曾在京都大学、北海道大学担任访问学者，现任东南大学教授。
2023年11月当选中国科学院院士。